# 聖公會德里暨拉福教區
聖公會德里暨拉福教區（英語：United Dioceses of Derry and Raphoe）是聖公會愛爾蘭教會阿馬教省下面的一個教區，位於愛爾蘭北部，包括倫敦德里郡、蒂龍郡，以及多尼戈爾郡的一部分。
教區在1834年德里和拉福教區合併而成，教區座堂分別是聖高隆座堂和聖恩南座堂。現任主教為肯．古德。